# Hitoshi Nagai
Hitoshi Nagai (jap. 永井 均, Nagai Hitoshi; * 10. November 1951) ist ein japanischer Philosoph, der an der Nihon-Universität lehrte. Seine Hauptforschungsgebiete sind Metaphysik und Metaethik.

## Leben
Nagai verbrachte seine Schulzeit bis zum Jahre 1970 an der Keiō-Gijuku-Oberschule (慶應義塾高等学校, Keiō Gijuku Kōtō Gakkō) und studierte Philosophie an der Keiō-Universität bis 1974. Er erlangte den Magistergrad an der Keiō-Universität im Jahre 1976; 1982 schloss er das Promotionsstudium ab. Von 1990 bis 1994 war er außerordentlicher Professor an der Shinshū-Universität und lehrte von 1995 bis 1997 als  Professor an dieser Universität. Von 1998 bis 2006 war er als Professor an der Universität Chiba, von 2007 bis 2022 an der Nihon-Universität tätig.

## Positionen
Nagai betont vor allem in der Egologie die Einzigkeit bzw. Unvergleichbarkeit des Ich (Er benutzt im Japanischen das Zeichen ‹私› (watashi, <Ich>), um diesen Charakter des Ich  auszudrücken). Ihm zufolge hat in der Geschichte der Philosophie jede europäische Ich-Lehre noch keine entscheidende Antwort auf die Frage, warum nur mein Selbst (jibun) als <Ich> zu bezeichnen bzw. anzuerkennen sei und jedes andere Selbst (他者, tasha) nicht <Ich> sein könne, gegeben. In diesem Sinne habe die echte Egologie noch niemals begonnen. Diese Einsicht stamme aus der Frage, die er bereits als Kind hatte: Warum dieser Junge, nicht jener oder jeder, sondern „dieser“ (Nagai selbst ist gemeint) <Ich> sei, und warum ein Freund X oder Y nicht <Ich> sei. Er hat mittlerweile für sich die Fragwürdigkeit in der anscheinend weithin geltenden Regel als die Regel der Beschränkung des Utilitarismus, die im Allgemeinen als Moral oder Moralphilosophie zu bezeichnen ist, gefunden. Im Lauf der Zeit kam er zu der Einsicht, dass diese beiden, scheinbar unterschiedlichen Problematiken (egologische und ethische) doch eine und dasselbe seien. Der Schlüssel zu diesem Problem sei, wie man den Begriff des <Ich> oder des Selbst verstehen solle. Nagai arbeitet in diesem Zusammenhang auch über die Philosophie Ludwig Wittgensteins, Friedrich Nietzsches, Nishida Kitarōs und John Ellis McTaggarts. Er hat sich mit der Lehre des Selbst (自己, jiko) im Werk des Zenmeisters Uchiyama Kōshō auseinandergesetzt, bei dem er Parallelen zu seinem eigenen Standpunkt sieht.

## Werke
- Eine Metaphysik des Ich! (engl. A Metaphysics of I!), Keiso Shobo, 1986.
- Das Verhalten zur Seele (engl. The Attitude Towards the Soul), Keiso Shobo, 1991.
- Eine Einführung in Wittgenstein (engl. An Introduction to Wittgenstein), Chikuma Shobo, 1995.
- Philosophie für Kinder! (engl. Philosophy for Kids!), Kodansha, 1996.
- Philosophie des Ressentiments (engl. The Philosophy of Ressentiment), Kawade Shobo, 1997.
- Philosophische Dialoge für Kinder – der Mensch lebt nur zum Vergnügen! (engl. Philosophical dialogs for for Kids!), Kodansha, 1996.
- Die Unvergleichbarkeit der Existenz des Ich! (engl. The Incomparability of the Existence of I!), Keiso Shobo, 1998.
- Das ist Nietzsche (engl. This Is Nietzsche), Kodansha, 1998.
- Philosophieren von Manga (engl. Manga Philosophizes), Kodansha, 2000.
- Ein Schulwechsler und Black Jack: Ein Seminar über Solipsität (engl. A Transfer Student and Black Jack: A Seminar on Solipsity), Iwanami Shoten, 2001.
- Was ist Ethik? (engl. What Is Ethics?), Sangyo Tosho, 2002.
- Ich, Jetzt und Gott: Philosophie des Anfangs (engl. I, Now, and God: Philosophy of the Opening), Kodansha, 2004.
- Philosophie von Kitaro Nishida: Was ist das „absolute Nichts“? (engl. The Philosophy of Kitaro Nishida), NHK, 2007.
- Warum ist das Bewusstsein nicht real? (engl. Why Isn’t Consciousness Real?), Iwanami Shoten, 2008.
- Wittgensteins Missdiagnose (eng. Wittgenstein's Misdiagnosis), Nakanishiya Shuppan, 2012.
- Ein geheimer Kampf der Philosophie (engl. A Secret Battle of Philosophy), Pneuma Sha, 2013.
- Ein lebhaftes Murmeln der Philosophie (engl. A Lively Murmur of Philosophy), Pneuma Sha, 2013.
- Onkel Tetsu und Manabu (engl. Uncle Tetsu and Manabu), Nihon-Keizai-Shinbun Shuppan Sha, 2014.
- Sein und Zeit – Philosophische Untersuchungen 1 (engl. Being and Time – Philosophical Investigations 1), Bungei Shunju, 2016.
- Die solipsitische Existenz-Struktur der Welt – Philosophische Untersuchungen 2, Shunju Sha, 2018.

Mitarbeit
- Warum soll man nicht morden? Kawade Shobo, 1998, ISBN 4-309-40998-9.
- Philosophieren über Buddhismus 3.0 Shunju Sha, 2016, ISBN 978-4-393-13592-1.
- Philosophierender Buddhismus (zusammen mit Muhō Nölke u. a.) Sangha, 2019, ISBN 978-4-86564-161-5
- Philosophieren über Buddhismus 3.0 (Teil 2) Shunju Sha, 2020, ISBN 978-4-393-13430-6

Mitherausgabe
- Der Baum der Philosophie: Enzyklopädie von Philosophy. Kodansha, 2002, ISBN 4-06-211080-6.

Übersetzungen
- Thomas Nagel: What Is It Like to Be a Bat? Keiso Shobo, 1989, ISBN 4-326-15222-2. (Thomas Nagel: Mortal questions. London 1991, ISBN 0-521-40676-5)
- John Ellis McTaggart: The Unreality of Time Kodan Sha, 2017, ISBN 978-4-06-292418-4.

## Arbeiten in deutscher und englischer Sprache
- Penetre & ich: Philosophie für ein glückliches Leben. Übersetzt von Muho Nölke. Berlin-Verlag 2021, ISBN 978-3-8270-1435-1.
- The Opening: A Philosophy of Actuality (1) Philosophia OSAKA No. 2, 2007, S. 45–61. (PDF)
- The Opening: A Philosophy of Actuality (2) Philosophia OSAKA No. 3, 2008, S. 1–24. (PDF)
- The Opening: A Philosophy of Actuality (3) Philosophia OSAKA No. 4, 2009, S. 1–29. (PDF)
- The Opening: A Philosophy of Actuality (4) Philosophia OSAKA No. 5, 2010, S. 23–40. (PDF)
- Why Isn’t Consciousness Real? (1) Philosophia OSAKA No. 6, 2011, S. 41–61. (PDF)
- Why Isn’t Consciousness Real? (2) Philosophia OSAKA No. 7, 2012, S. 47–63. (PDF)
- Why Isn’t Consciousness Real? (3) Philosophia OSAKA No. 8, 2013, S. 37–51. (PDF)
- Why Isn’t Consciousness Real? (4) Philosophia OSAKA No. 9, 2014, S. 41–60. (PDF)